# 魏权龄
魏权龄（1939年11月—2017年2月15日），奉天蓋平县（今辽宁盖州市）人，中国经济学家，中国人民大学经济学院教授。主要研究领域为运筹学、数量经济学和数理经济学。

## 生平
1939年11月生于沈阳，原籍盖平县。1963年毕业于中国科学技术大学数学系运筹学专业。1963年至1979年，在中国科学院数学研究所运筹学研究室工作。1964年和1966年，在中国科学技术大学数学系任兼职教师。1979年至1980年，在中国科学院系统科学研究所从事研究工作。1980年12月调入中国人民大学工作，1981年任数量经济专业硕士生导师，1983年任副教授，1988年晋升教授。1986年至1987年和1993年曾两次在美国德克萨斯大学作客座教授。1992年8月，受聘为德克萨斯大学经济控制中心兼职教授。曾任经济信息管理系副主任、信息学院数学系主任、学位委员会理工分会主席（1981年－2006年）；中国数量经济学会副理事长，中国系统工程学会常务理事兼副秘书长。1992年获国务院政府特殊津贴。1998年1月至2008年1月，任第九、第十届全国政协委员，民盟中央委员。2006年，任中国人民大学经济学院二级教授。2017年2月15日12时20分在北京逝世，享年77岁。

## 著作
- 第1版. 中国人民大学出版社. 1987年6月. ISBN 9787300000435.
- 第1版. 中国人民大学出版社. 1988年11月. ISBN 7300004504.
- . 高等财经院校试用教材 第1版. 中国人民大学出版社. 2003年1月. ISBN 9787300000398.
- 第1版. 科学出版社. 2004年8月. ISBN 9787030129802.
- 第1版. 中国人民大学出版社. 2010年3月. ISBN 9787300116846.
- 第1版. 科学出版社. 2011年6月. ISBN 9787030315212.
- 第1版. 中国人民大学出版社. 2012年8月. ISBN 9787300159393.